# Grand Prix Austrii 1980
Grand Prix Austrii 1980 (oryg. Grosser Preis von Österreich) – 10. runda Mistrzostw Świata Formuły 1 w sezonie 1980, która odbyła się 17 sierpnia 1980, po raz 11. na torze Österreichring.
18. Grand Prix Austrii, 12. zaliczane do Mistrzostw Świata Formuły 1.

## Klasyfikacja
| Legenda oznaczeń w tabelach wyników Wyświetl szablon na nowej stronie | Legenda oznaczeń w tabelach wyników Wyświetl szablon na nowej stronie                                                                     |
| Oznaczenie                                                            | Wyjaśnienie |
| --------------------------------------------------------------------- | --- |
| Złoty                                                                 | Zwycięzca lub mistrzostwo |
| Srebrny                                                               | 2. miejsce lub wicemistrzostwo |
| Brązowy                                                               | 3. miejsce lub II wicemistrzostwo |
| Zielony                                                               | Ukończył, punktował (w klasyfikacji generalnej, gdy zdobył co najmniej jeden punkt na przestrzeni sezonu, poza trzema powyższymi opcjami) |
| Niebieski                                                             | Ukończył, nie punktował (w klasyfikacji generalnej, gdy nie zdobył co najmniej jednego punktu na przestrzeni sezonu)                      |
| Czerwony                                                              | Nie zakwalifikował się (NZ) |
| Czerwony                                                              | Nie prekwalifikował się (NPK) |
| Różowy                                                                | Nie ukończył (NU) |
| Różowy                                                                | Niesklasyfikowany (NS) (w klasyfikacji generalnej, gdy nie został sklasyfikowany w żadnym wyścigu sezonu)                                 |
| Czarny                                                                | Zdyskwalifikowany (DK) |
| Czarny                                                                | Wykluczony (WYK/EX) |
| Biały                                                                 | Nie wystartował (NW) |
| Biały                                                                 | Kontuzjowany (K/INJ) |
| Biały                                                                 | Wyścig odwołany (OD/C) |
| Bez koloru                                                            | Został wycofany (WYC/WD) |
| Bez koloru                                                            | Nie przybył (NP/DNA) |
| Bez koloru                                                            | Nie brał udziału w treningach (NT/DNP) |
| Bez koloru                                                            | Nie został zgłoszony (–) |
| Pogrubienie                                                           | Start z pole position |
| Kursywa                                                               | Najszybsze okrążenie wyścigu |
| †                                                                     | Nie ukończył, ale jego rezultat został zaliczony ze względu na przejechanie więcej niż 90% dystansu wyścigu.                              |
| *                                                                     | Sezon w trakcie |
| 1/2/3                                                                 | Punktowana pozycja w sprincie kwalifikacyjnym                                                                                             |
| Lista systemów punktacji Formuły 1                                    | |

| Poz | Nr | Kierowca              | Konstruktor     | Okrążenia | Czas/Powód NU           | Poz. start. | Punkty |
| --- | -- | --------------------- | --------------- | --------- | ----------------------- | ----------- | ------ |
| 1   | 15 | Jean-Pierre Jabouille | Renault         | 54        | 1:26:15.73              | 2           | 9      |
| 2   | 27 | Alan Jones            | Williams-Ford   | 54        | +0.82                   | 3           | 6      |
| 3   | 28 | Carlos Reutemann      | Williams-Ford   | 54        | +19.36                  | 4           | 4      |
| 4   | 26 | Jacques Laffite       | Ligier-Ford     | 54        | +42.02                  | 5           | 3      |
| 5   | 5  | Nelson Piquet         | Brabham-Ford    | 54        | +1:02.81                | 7           | 2      |
| 6   | 12 | Elio de Angelis       | Lotus-Ford      | 54        | +1:02.81                | 9           | 1      |
| 7   | 8  | Alain Prost           | McLaren-Ford    | 54        | +1:33.41                | 12          |        |
| 8   | 2  | Gilles Villeneuve     | Ferrari         | 53        | +1 okrążenie            | 15          |        |
| 9   | 16 | René Arnoux           | Renault         | 53        | +1 okrążenie            | 1           |        |
| 10  | 6  | Héctor Rebaque        | Brabham-Ford    | 53        | +1 okrążenie            | 14          |        |
| 11  | 20 | Emerson Fittipaldi    | Fittipaldi-Ford | 53        | +1 okrążenie            | 23          |        |
| 12  | 9  | Marc Surer            | ATS-Ford        | 53        | +1 okrążenie            | 16          |        |
| 13  | 1  | Jody Scheckter        | Ferrari         | 53        | +1 okrążenie            | 22          |        |
| 14  | 29 | Riccardo Patrese      | Arrows-Ford     | 53        | +1 okrążenie            | 18          |        |
| 15  | 50 | Rupert Keegan         | Williams-Ford   | 52        | +2 okrążenia            | 20          |        |
| 16  | 21 | Keke Rosberg          | Fittipaldi-Ford | 52        | +2 okrążenia            | 11          |        |
| NU  | 43 | Nigel Mansell         | Lotus-Ford      | 40        | Wyciek oleju do kokpitu | 24          |        |
| NU  | 7  | John Watson           | McLaren-Ford    | 34        | Silnik                  | 21          |        |
| NU  | 23 | Bruno Giacomelli      | Alfa Romeo      | 28        | Zawieszenie             | 8           |        |
| NU  | 25 | Didier Pironi         | Ligier-Ford     | 25        | Przepustnica            | 13          |        |
| NU  | 3  | Jean-Pierre Jarier    | Tyrrell-Ford    | 25        | Elektryka               | 6           |        |
| NU  | 31 | Eddie Cheever         | Osella-Ford     | 23        | Zawieszenie             | 19          |        |
| NU  | 4  | Derek Daly            | Tyrrell-Ford    | 12        | Hamulce                 | 10          |        |
| NU  | 11 | Mario Andretti        | Lotus-Ford      | 6         | Silnik                  | 17          |        |
| NZ  | 14 | Jan Lammers           | Ensign-Ford     |           | Nie zakwalifikował się  |             |        |
| NZ  | 30 | Jochen Mass           | Arrows-Ford     |           | Nie zakwalifikował się  |             |        |